# خلفية الأشعة تحت الحمراء الكونية
خلفية الأشعة تحت الحمراء الكونية (بالإنجليزية: Cosmic infrared background (CIB)) هي أشعة تحت حمراء غامضة قادمة من الفضاء الخارجي. تم تحديدها من مصادر معينة عن طريق تلسكوبات الأشعة تحت الحمراء. في بعض النواحي هي مماثلة لأشعاع الخلفية الكونية من الموجات الميكروية ، ولكن عند أطوال موجية أقصر .
احد أهم الأسئلة عن خلفية الأشعة تحت الحمراء الكونية هو مصدر طاقتها. في أوائل النماذج أشارت إلى أن خلفية الأشعة تحت الحمراء الكونية نتجت من طيف كهرومغناطيسي بسبب إنزياح المجرات نحو الأحمر في الكون القريب. لكن هذا النموذج البسيط لم يستطع تفسير نتائج الرصد الحديث للأشعة الحمراء الكونية.

## مرصد هيرشل
في مايو 2010، أعلن العلماء أن البيانات بالأشعة تحت الحمراء من المقراب الفضائي هيرشل ستنظم إلى مجموعة بيانات قوودس.
بعد التحليل الأولي للبيانات باستخدام مُستقبِل تصوير طيفي SPIRE ، وكاميرا مصفوفة الكشف الضوئي والمطياف PACS
راقب مقراب هيرشل مجال قوودس الشمالي والجنوبي بين عامي 2009 و2010 وحدد مصادر لأشعة تحت حمراء كونية 
يعود إدراك الأهمية الكونية لظلام سماء الليلة (مفارقة أولبرز) والتخمينات الأولى لضوء الخلفية القادم من خارج المجرة إلى النصف الأول من القرن التاسع عشر. على الرغم من أهميتها، أُجريت المحاولات الأولى فقط في خمسينات وستينات القرن العشرين لاشتقاق قيمة الخلفية المرئية الناتجة عن المجرات، في ذلك الوقت بناءً على ضوء النجوم المتكامل لهذه الأنظمة النجمية. في ستينات القرن العشرين، أُخذ بعين الاعتبار امتصاص ضوء النجوم بواسطة الغبار، ولكن دون النظر في إعادة انبعاث هذه الطاقة الممتصة على شكل أشعة تحت حمراء. في ذلك الوقت أشار جيم بيبلز إلى أنه في الكون الذي نشأ عن الانفجار العظيم، يجب أن تكون هناك خلفية أشعة تحت حمراء كونية (سي آي بي) - مختلفة عن إشعاع الخلفية الكونية المايكروي - التي يمكن أن تفسر تكوين وتطور النجوم والمجرات.
من أجل إنتاج المعدنية الموجودة اليوم، وجب على المجرات الأولى أن تكون أقوى بكثير مما هي عليه اليوم. في نماذج سي آي بي المبكرة، أُهمل امتصاص ضوء النجوم، وبالتالي بلغت ذروة الطول الموجي لسي آي بي في هذه النماذج بين 1 إلى 10 ميكرومتر. أظهرت هذه النماذج المبكرة بشكل صحيح أن سي آي بي كانت على الأرجح أكثر خفوتًا من مقدماتها، وبالتالي كان من الصعب جدًا رصدها. في وقت لاحق، أظهر اكتشاف ورصد مجرات الأشعة تحت الحمراء عالية الضياء في محيط مجرة درب التبانة أن ذروة الطول الموجي لسي آي بي هي أطول على الأرجح (نحو 50 ميكرومتر)، ويمكن أن تتراوح قدرتها الكاملة بين 1 و10% من قدرة سي إم بي.
مثلما أكد مارتن هارويت، فإن سي آي بي مهمة جدًا في فهم بعض الأجرام الفلكية الخاصة، مثل النجوم الزائفة أو المجرات تحت الحمراء فائقة الضياء، والتي هي ساطعة جدًا للأشعة تحت الحمراء. وأشار أيضًا إلى أن سي آي بي تسبب اخمادًا كبيرًا للإلكترونات والبروتونات وأشعة غاما ذات الطاقة العالية جدًا للإشعاع الكوني من خلال ظاهرة كومبتون العكسية، والبيونات الضوئية، وإنتاج الأزواج الإلكترونية البوزترونية.
في أوائل ثمانينات القرن العشرين، كانت هناك حدود عليا فقط متاحة لسي آي بي. بدأ الرصد الحقيقي لسي آي بي بعد بزوغ عصر الأقمار الصناعية الفلكية العاملة ضمن نطاق الأشعة تحت الحمراء، والتي بدأها القمر الصناعي الفلكي بالأشعة تحت الحمراء (إراس)، وتلاه مستكشف الخلفية الكونية (كوبي)، ومرصد الأشعة تحت الحمراء الفضائي (إسو)، ومرقاب سبيتزر الفضائي. استمر استكشاف سي آي بي بواسطة مرصد هيرتشل الفضائي، الذي أُطلق في عام 2009.
كشفت مسوحات منطقة سبيتزر الواسعة تباينًا في خواص سي آي بي.

## أصل خلفية الأشعة تحت الحمراء الكونية
أحد أهم الأسئلة حول سي آي بي هو مصدر طاقتها. في النماذج الأولى، تنشأ سي آي بي من أطياف المجرات ذات الانزياح الأحمر الموجودة في محيطنا الكوني. مع ذلك، لم تستطع هذه النماذج البسيطة محاكاة الميزات المرصودة الخاصة بسي آي بي. في المادة الباريونية للكون، هناك مصدران كبيران للطاقة: الاندماج النووي والجاذبية.
يحدث الاندماج النووي داخل النجوم، ويمكننا حقًا رؤية هذا الضوء مُنزاحًا نحو الطيف الأحمر: هذا هو المصدر الرئيسي للخلفية الكونية فوق البنفسجية والمرئية. مع ذلك، لا تُرصد كمية كبيرة من ضوء النجوم هذا مباشرةً. يمكن للغبار في المجرات المضيفة امتصاصه وإعادة بعثه على شكل أشعة تحت الحمراء، ما يساهم في سي آي بي. على الرغم من أن معظم المجرات اليوم تحتوي على القليل من الغبار (على سبيل المثال، لا تحتوي المجرات الإهليلجية على غبار فعليًا)، هناك بعض الأنظمة النجمية الخاصة، حتى في محيطنا، التي تكون ساطعةً للغاية للأشعة تحت الحمراء وفي نفس الوقت خافتةً في الضوء المرئي (غالبًا ما تكون غير مرئيةً تقريبًا). تخوض هذه المجرات تحت الحمراء فائقة الضياء (يو إل آي آر جي) مجرد فترة تكوين نجمي نشط جدًا: فهي فقط تصطدم أو تندمج مع مجرات أخرى. في الضوء المرئي، تختبئ هذه المجرات وراء الغبار، وتكون ساطعةً للأشعة تحت الحمراء لنفس السبب. كانت التصادمات وعمليات الاندماج المجري أكثر شيوعًا في الماضي الكوني: بلغ معدل تكوين النجوم الكوني ذروته عند قيمة انزياح أحمر z=1...2، أي 10 إلى 50 ضعف متوسط قيمة اليوم. تساهم هذه المجرات في نطاق الانزياح الأحمر z=1..2 ما بين 50 إلى 70% في السطوع الكلي لسي آي بي.

## اقرأ أيضا
- مسح المراصد العظمى العميق
- تلسكوب فضائي
- المرصد الأوروبي الجنوبي
- مقراب
- تلسكوب العدسات
- مقراب جيمس ويب الفضائي
- مرصد ديناميكا الشمس
- مرصد كيك
- مرصد مولارد الراديوي
- مقراب سبيتزر الفضائي
- مرصد سوبارو
- مرصد جيميني
- مرصد مونا كيا
- استشعار عن بعد
- مسبار فضائي
- تلسكوب هبل الفضائي
- تلسكوب المسح الفلكي VLT
- تلسكوب شاندرا الفضائي للأشعة السينية